# 马里斯·扬颂斯
马里斯·伊瓦爾斯·格奥尔格斯·扬松斯（1943年1月14日—2019年11月30日）生于里加，拉脱维亚指挥家。其父亲阿尔维兹·扬松斯也是一名指挥家，母亲伊赖达·扬松斯（Iraida Jansons）是犹太女中音歌唱家，曾为里加歌剧院的首席歌手。

## 生平
扬松斯童年时跟随父亲学习小提琴，并在里加歌剧院里度过了美好的童年。1946年他的父亲获得国际指挥比赛第二名，而被前苏联指挥大师穆拉文斯基选中作为其在列宁格勒爱乐乐团的助理。1956年举家迁往列宁格勒，扬松斯自此在列宁格勒音乐学院主修钢琴和指挥专业，同时他的小提琴水準仍旧是学校最棒的。以优异成绩研究生毕业的扬松斯，1969年得到了去维也纳音乐与表演艺术大学留学的机会。在留学期间，他在维也纳师从汉斯·斯瓦洛夫斯基和卡尔·厄斯特赖歇尔，同时在萨尔兹堡，他又有幸得到指挥大师卡拉扬的点拨，并被卡拉扬选为柏林爱乐乐团的助理。1971年，扬松斯获得了卡拉扬国际指挥大赛的第二名，并在列宁格勒爱乐乐团首次登台。1973年，担任列宁格勒爱乐乐团的副首席指挥的职位，并担任穆拉文斯基的助理。在此期间，扬松斯不但深受穆拉文斯基的影响，而且也随同穆拉文斯基进行了多次世界巡演。在穆拉文斯基逝世后，扬松斯仍然与列宁格勒爱乐乐团保持着密切的联系，并与穆拉文斯基的接班人尤里·捷米爾卡諾夫合作密切。
1979年，扬松斯担任奥斯陆爱乐乐团的音乐总监，至2000年，在扬松斯的带领下，奥斯陆爱乐乐团从北欧一个小乐团已经跃升为国际上一流乐团。1992年，扬松斯担任伦敦爱乐乐团的首席客座指挥。1997年到2004年，担任匹斯堡交响乐团音乐总监。2001年被推举为维也纳音乐之友协会的荣誉会员，同时他也是英国皇家音乐学院的荣誉会员（1999）。2003年，担任巴伐利亚广播交响乐团的首席指挥。2004年，扬松斯欣然接受阿姆斯特丹皇家音乐厅管弦乐团首席指挥的职务。至此，扬松斯成为了少有的同时担任欧洲两个顶级乐团首席指挥的指挥家。除此以外，他在1992年初次与维也纳爱乐乐团合作时，就与之建立了亲密、融洽、特殊的友好合作关系。2006年，扬松斯首度指挥了维也纳新年音乐会。他在这场音乐会中选择了约翰·施特劳斯的《春之声圆舞曲》和莫扎特的《费加洛婚礼序曲》等让大家耳熟能详的作品，并当选为维也纳爱乐乐团2006年度的年度指挥家。在2012年，扬松斯再度执棒维也纳新年音乐会，以此纪念扬松斯与维也纳爱乐乐团合作20周年。
在1996年的奥斯陆，扬松斯曾与死神擦肩而过。1996年的4月25日，扬松斯在奥斯陆指挥普契尼的歌剧《波西米亚人》，在演出最后一幕时，心脏病突发，倒在了指挥台上。由于当时扬松斯没有选择在身体很糟糕的情况下停止指挥，造成了他日后很严重的心脏问题。此后，他一直在瑞士疗养，后来匹兹堡的外科医师在他的胸口安装了一个心脏起搏器，以帮助他的心脏正常工作。而在1984年11月21日，扬松斯的父亲阿维德·扬松斯，在曼彻斯特指挥哈雷乐团的音乐会上，也因心脏病突发去世。当时，扬松斯正在米德尔斯堡率领奥斯陆爱乐乐团进行他们在英国的首次巡演，面对突如其来的巨大打击，他秉着对事业高度的责任意识，坚持完成了演出任务。扬松斯曾表示，由于遭受欧洲和美国的时差问题，考虑到自己的身体状况，在2004年扬松斯离开了美国的匹兹堡交响乐团。而此后，扬松斯也很少指挥歌剧，直到2006年，扬松斯与阿姆斯特丹皇家音乐厅管弦乐团合作肖斯塔科维奇的歌剧《姆钦斯科县的麦克白夫人》（导演Martin Kušej），是其1996年后首次指挥歌剧；2011年与巴伐利亚广播交响乐团合作了音乐会版柴可夫斯基的歌剧《叶甫盖尼·奥涅金》，6月至7月和阿姆斯特丹皇家音乐厅管弦乐团在荷兰歌剧院演出了十场《叶甫盖尼·奥涅金》（导演Stefan Herheim）。重返指挥台的扬松斯，仍旧继续着他对音乐的热情和他“音乐不能停”的精神。
楊頌斯2019年11月30日於聖彼得堡逝世，享壽76歲。

### 指挥生涯
- 1973年起，列宁格勒爱乐乐团副首席指挥，兼穆拉文斯基助理；
- 1973年至1999年，列宁格勒爱乐乐团（现改名为圣彼得堡爱乐乐团）常任指挥
- 1979年至2000年，奥斯陆爱乐乐团音乐总监；
- 1992年至1997年，伦敦爱乐乐团首席客座指挥；
- 1997年至2004年，匹斯堡交响乐团（英语：Pittsburgh Symphony Orchestra）音乐总监；
- 2003年至2019年，巴伐利亚广播交响乐团首席指挥；
- 2004年至2015年，阿姆斯特丹皇家音乐厅管弦乐团首席指挥

## 作品

### 商業錄音
| 發行年 | 作曲家 | 作品 | 乐团 | 厂牌       | 备注                                                         |
| ------ | --- | --- | --- | ---------- | ------------------------------------------------------------ |
| 1988   | 柴可夫斯基 | 交响曲全集 | 奥斯陆爱乐乐团 | Chandos    | 2006年再版                                                   |
| 2002   | 拉赫玛尼诺夫 | 交响曲及钢琴协奏曲全集                                                                                                 | 圣彼得堡爱乐乐团 | EMI        | 钢琴：米哈伊尔·鲁迪                                          |
| 2006   | 肖斯塔科维奇 | 交响曲全集 | 柏林爱乐乐团、伦敦爱乐乐团、巴伐利亚广播交响乐团、维也纳爱乐乐团、奥斯陆爱乐乐团、圣彼得堡爱乐乐团（列宁格勒爱乐乐团）、匹斯堡交响乐团、费城管弦乐团 | EMI        | 囊括多项古典唱片奖                                           |
| 2013   | 贝多芬 & Johannes Maria Staud & Rodion Shchedrin & Raminta Šerkšnyte & Misato Mochizuki & Giya Kancheli & Jörg Widmann | 《交响曲全集》&《"Maniai"》&《"Nirai"》&《Beethovens Heiligenstädter Testament》&《"Fires"》&《"Dixi"》&《"Con brio"》 | 巴伐利亚广播交响乐团 | BR-Klassik |                                                              |
| 1996   | 雷斯庇基 | 《罗马的松树》&《罗马的喷泉》&《罗马的节日》                                                                           | 奥斯陆爱乐乐团 | EMI        |                                                              |
| 1996   | 西贝柳斯 | 《卡雷利亚组曲》&《芬蘭頌》&《第一交响曲》                                                                             | 奥斯陆爱乐乐团 | EMI        |                                                              |
| 2000   | 诸多作曲家 | 《世界返场曲》 | 奥斯陆爱乐乐团 | EMI        |                                                              |
| 2001   | 巴托克 | 《为弦乐、打击乐和钢片琴而作的音乐》&《乐队协奏曲》                                                                    | 奥斯陆爱乐乐团 | EMI        |                                                              |
| 2003   | 马勒 | 《第六交响曲“悲剧”》                                                                                                   | 伦敦交响乐团 | LSO Live   |                                                              |
| 2004   | 理查·施特劳斯 | 《英雄的生涯》 | 阿姆斯特丹皇家音乐厅管弦乐团 | RCO Live   | 扬松斯正式成为RCO首席指挥的首场演出现场录音                  |
| 2004   | 柴可夫斯基 & 勋伯格 | 《第六交响曲“悲怆”》&《升华之夜》                                                                                      | 巴伐利亚广播交响乐团 | Sony       |                                                              |
| 2006   | 施特劳斯家族 & 莫扎特 & 兰纳                                                                                           | 《2006年维也纳新年音乐会》                                                                                             | 维也纳爱乐乐团 | DG         |                                                              |
| 2006   | 肖斯塔科维奇 | 《第七交响曲“列宁格勒”》                                                                                               | 阿姆斯特丹皇家音乐厅管弦乐团 | RCO Live   |                                                              |
| 2006   | 马勒 & 亨策 | 《第六交响曲“悲剧”》&《塞巴斯蒂安之梦》                                                                                | 阿姆斯特丹皇家音乐厅管弦乐团 | RCO Live   | 《塞巴斯蒂安之梦》为世界首演录音                             |
| 2006   | 普朗克 & 奥涅格 | 《荣耀颂》&《第三交响曲“礼拜”》                                                                                        | 阿姆斯特丹皇家音乐厅管弦乐团 | RCO Live   |                                                              |
| 2007   | 马勒 | 《第一交响曲“泰坦”》                                                                                                   | 阿姆斯特丹皇家音乐厅管弦乐团 | RCO Live   |                                                              |
| 2007   | 巴托克 & 拉威尔 | 《乐队协奏曲》&《神奇的满大人（音乐会组曲）》&《达夫尼与克罗埃》第二组曲                                               | 巴伐利亚广播交响乐团 | Sony       |                                                              |
| 2008   | 德彪西 & 亨利·杜蒂耶 & 拉威尔                                                                                          | 《大海》&《树之梦小提琴协奏曲》&《圆舞曲》                                                                             | 阿姆斯特丹皇家音乐厅管弦乐团 | RCO Live   | 小提琴：Dmitry Sitkovetsky                                   |
| 2008   | 理查·施特劳斯 | 《唐璜》&《阿尔卑斯山交响曲》                                                                                          | 阿姆斯特丹皇家音乐厅管弦乐团 | RCO Live   |                                                              |
| 2008   | 马勒 | 《第五交响曲》 | 阿姆斯特丹皇家音乐厅管弦乐团 | RCO Live   |                                                              |
| 2009   | 马勒 | 《第七交响曲》 | 巴伐利亚广播交响乐团 | BR-Klassik |                                                              |
| 2009   | 海顿 | 《第100交响曲“军队”》&《交响协奏曲》&《第104交响曲“伦敦”》                                                             | 巴伐利亚广播交响乐团 | Sony       |                                                              |
| 2009   | 布鲁克纳 | 《第七交响曲》 | 巴伐利亚广播交响乐团 | BR-Klassik |                                                              |
| 2009   | 布鲁克纳 | 《第三交响曲》&《第四交响曲》                                                                                          | 阿姆斯特丹皇家音乐厅管弦乐团 | RCO Live   |                                                              |
| 2010   | 德沃夏克 | 《安魂曲》&《第八交响曲》                                                                                              | 阿姆斯特丹皇家音乐厅管弦乐团 | RCO Live   |                                                              |
| 2010   | 贝多芬 | 《第九交响曲“合唱”》                                                                                                   | 巴伐利亚广播交响乐团 | BR-Klassik |                                                              |
| 2010   | 马勒 | 《第二交响曲“复活”》                                                                                                   | 阿姆斯特丹皇家音乐厅管弦乐团 | RCO Live   |                                                              |
| 2010   | 穆索尔斯基 | 《图画展览会》 | 阿姆斯特丹皇家音乐厅管弦乐团 | RCO Live   |                                                              |
| 2010   | 理查·施特劳斯 | 《玫瑰骑士组曲》&《梯尔的恶作剧》&《最后四支歌》                                                                       | 巴伐利亚广播交响乐团 | BR-Klassik | 巴伐利亚广播交响乐团成立60周年专辑CD6；女高音：Anja Harteros |
| 2011   | 马勒 | 《第一交响曲“泰坦”》                                                                                                   | 巴伐利亚广播交响乐团 | BR-Klassik |                                                              |
| 2011   | 勃拉姆斯 | 《第二交响曲》&《第三交响曲》                                                                                          | 巴伐利亚广播交响乐团 | BR-Klassik |                                                              |
| 2011   | 马勒 | 《第三交响曲》 | 阿姆斯特丹皇家音乐厅管弦乐团 | RCO Live   |                                                              |
| 2011   | 卢托斯瓦夫斯基 & 席曼诺夫斯基 & 亚历山大·柴可夫斯基                                                                    | 《乐队协奏曲》&《第三交响曲“夜之歌”》&《第四交响曲》                                                                   | 巴伐利亚广播交响乐团 | BR-Klassik |                                                              |
| 2012   | 施特劳斯家族 & 卡尔·米歇尔·齐雷尔 & 约瑟夫·赫尔梅斯伯格 & 汉斯·克里斯蒂安·伦拜 & 柴可夫斯基                            | 《2012年维也纳新年音乐会》                                                                                             | 维也纳爱乐乐团 | Sony       |                                                              |
| 2012   | 勃拉姆斯 | 《第一交响曲》&《第四交响曲》                                                                                          | 巴伐利亚广播交响乐团 | BR-Klassik |                                                              |
| 2013   | 肖斯塔科维奇 | 《第十交响曲》 | 阿姆斯特丹皇家音乐厅管弦乐团 | RCO Live   |                                                              |
| 2013   | 马勒 | 《第八交响曲》 | 阿姆斯特丹皇家音乐厅管弦乐团 | RCO Live   |                                                              |
| 2013   | 本杰明·布里顿 | 《战争安魂曲》 | 巴伐利亚广播交响乐团 | BR-Klassik |                                                              |
| 2014   | 埃克托·柏辽兹 & 埃德加·瓦雷兹                                                                                          | 《幻想交响曲》&《电离》                                                                                                | 巴伐利亚广播交响乐团 | BR-Klassik |                                                              |

## 奖项荣誉
- 1981年：第10届挪威格莱美奖（英语：Spellemannprisen）最佳古典专辑——扬松斯指挥奥斯陆爱乐乐团录制  爱德华·格里格（3CDs）（1982年春颁奖）
- 1984年：挪威音乐学院“林德曼奖”（Lindemann Prize）[7]
- 1986年：圣哈佛德奖章（英语：Medal of St. Hallvard）（St. Hallvardsmedaljen）（挪威奥斯陆市最高荣誉）
- 1988年：挪威王国皇家荣誉勋章（英语：Royal Norwegian Order of Merit）——指挥官勋章（Commander）
- 1989年：荷兰爱迪生奖——扬松斯指挥列宁格勒爱乐乐团(现为：圣彼得堡爱乐乐团)《肖斯塔科维奇第七交响曲“列宁格勒”》。[7]
- 1990年：第19届挪威格莱美奖最佳古典专辑——扬松斯指挥奥斯陆爱乐乐团录制《马勒第二交响曲》，Chandos（1991年春颁奖）
- 1990年：挪威奥斯陆市文化奖[7]
- 1991年：挪威Anders Jahres文化奖
- 1991年：国际扶轮“保罗·哈里斯之友”称号[7]
- 1991年：法国新录唱片学术大奖（Grand Prix de la Nouvelle Académie du Disque）——扬松斯指挥列宁格勒爱乐乐团(现为：圣彼得堡爱乐乐团）《柴可夫斯基〈第一钢琴协奏曲〉&拉赫玛尼诺夫〈第二钢琴协奏曲〉》（钢琴：米哈伊尔·鲁迪（英语：Mikhail Rudy））[7]
- 1992年：荷兰路易斯特大奖——扬松斯指挥阿姆斯特丹皇家音乐厅管弦乐团：赫克托·柏辽兹《幻想交响曲》&《罗马狂欢节序曲》。
- 1993年：第22届挪威格莱美奖最佳管弦乐作品——扬松斯指挥奥斯陆爱乐乐团录制《德沃夏克〈大提琴协奏曲〉&柴可夫斯基〈洛可可主题变奏曲〉》（大提琴：楚尔斯·莫克），EMI（1994年春颁奖）
- 1995年：拉脱维亚音乐大奖[7]
- 1995年：第24届挪威格莱美奖最佳管弦乐作品——扬松斯指挥伦敦爱乐乐团录制《肖斯塔科维奇〈大提琴协奏曲〉》（大提琴：楚爾斯·莫克）（1996年春颁奖）
- 1995年：挪威哈拉尔五世国王授予扬松斯挪威王国皇家荣誉勋章（英语：Royal Norwegian Order of Merit）——星级司令勋章（Commander with Star）（挪威王国授予外籍人士的最高荣誉）[8]
- 1996年：EMI年度艺术家。[9]
- 1999年：德国回声音乐古典奖（ECHO Klassik）年度最佳协奏曲(录音)——扬松斯指挥柏林爱乐乐团《库特·威尔：第二交响曲 & 小提琴协奏曲 & 歌剧〈马哈哥尼城的兴衰〉组曲》（小提琴：弗兰克·彼得·齐默尔曼（英语：Frank Peter Zimmermann））。
- 1999年：德国回声音乐古典奖（ECHO Klassik）年度最佳交响乐(录音)——扬松斯指挥伦敦爱乐乐团《肖斯塔科维奇第十五交响曲》。
- 1999年：英国皇家音乐学院荣誉会员[1]
- 2001年：维也纳音乐之友协会荣誉会员[1]
- 2002年：德国唱片评论奖（英语：Preis der deutschen Schallplattenkritik）2002年第一季“最佳唱片名单（Bestenliste 1-2002）”之“最佳交响乐&音乐会”——扬松斯指挥匹斯堡交响乐团《肖斯塔科维奇第八交响曲》（EMI 7243 5 57176 2）[10]
- 2002年：德国唱片评论奖（英语：Preis der deutschen Schallplattenkritik）2002年第三季“最佳唱片名单（Bestenliste 3-2002）”之“最佳交响乐&音乐会”——扬松斯指挥巴伐利亚广播交响乐团《普罗科菲耶夫〈第二小提琴协奏曲〉&格拉祖诺夫〈小提琴协奏曲〉》（小提琴：Nikolaj Znaider）RCA 7487454 (BMG)[11]
- 2002年：德国回声音乐古典奖（ECHO Klassik）年度最佳交响乐(录音)——扬松斯指挥匹斯堡交响乐团《肖斯塔科维奇第八交响曲》。
- 2003年：柏林爱乐乐团“汉斯·冯·彪罗”奖章。
- 2003年：德国唱片评论奖（英语：Preis der deutschen Schallplattenkritik）2003年第四季“最佳唱片名单（Bestenliste 4-2003）”之“最佳交响乐&音乐会”——扬松斯指挥柏林爱乐乐团《门德尔松〈小提琴协奏曲〉&布鲁赫〈第一小提琴协奏曲〉》（小提琴：Midori）Sony 87740[12]
- 2003年：德国回声音乐古典奖（ECHO Klassik）年度最佳协奏曲(录音)——扬松斯指挥巴伐利亚广播交响乐团《普罗科菲耶夫第二小提琴协奏曲》（小提琴：尼科莱·谢普斯-斯奈德）
- 2003年：古斯塔夫·马勒多比亚科作曲小屋（Toblacher Komponierhäuschen）国际唱片奖之最佳新录唱片——扬松斯指挥奥斯陆爱乐乐团《马勒第一&第九交响曲》录制于1999.10.27-28奥斯陆音乐厅（SIMAX PSC 1270 (2CD))。[13]
- 2004年：德国唱片评论奖（英语：Preis der deutschen Schallplattenkritik）2004年第一季“最佳唱片名单（Bestenliste 1-2004）”之“最佳音乐会”——扬松斯指挥柏林爱乐乐团《格里格〈钢琴协奏曲〉&舒曼〈钢琴协奏曲〉》（钢琴：Leif Ove Andsnes）EMI 5 57486 2[14]
- 2004年：英国皇家爱乐协会的“年度指挥”。
- 2004年：留声机年度最佳协奏曲——扬松斯指挥柏林爱乐乐团《格里格、舒曼钢琴协奏曲(Grieg / Schumann - Piano Concertos)》（钢琴：Leif Ove Andsnes）Live Recording EMI。
- 2004年：古斯塔夫·马勒多比亚科作曲小屋（Toblacher Komponierhäuschen）国际唱片奖之最佳新录唱片——扬松斯指挥伦敦交响乐团《马勒第六交响曲》录制于2002.11伦敦巴比肯音乐厅（LSO live 0038 (2CD))。[13]
- 2005年：德国唱片评论奖（英语：Preis der deutschen Schallplattenkritik）2005年第一季“最佳唱片名单（Bestenliste 1-2005）”之“最佳乐队作品”——扬松斯指挥巴伐利亚广播交响乐团《肖斯塔科维奇第四交响曲》EMI 5 57824 2[15]
- 2005年：第48届格莱美奖最佳古典音乐专辑提名。[16]
- 2005年：第48届格莱美奖最佳交响乐团演出提名——扬松斯指挥巴伐利亚广播交响乐团及合唱团演出肖斯塔科维奇第13交响曲，EMI Classics。[17][16]
- 2005年：第48届格莱美奖最佳交响乐团演出——扬松斯指挥巴伐利亚广播交响乐团及合唱团演出肖斯塔科维奇第13交响曲，EMI Classics。（2006年2月颁奖）[17][16]
- 2006年：拉脱维亚共和国三星二等勋章（英语：Order of the Three Stars）（拉脱维亚共和国最高荣誉）(2006年5月)
- 2006年：戛纳MIDEM古典音乐奖（英语：Cannes Classical Awards）年度艺术家。
- 2006年：德国回声音乐古典奖（ECHO Klassik）年度最佳交响乐(录音)——扬松斯指挥巴伐利亚广播交响乐团及合唱团演出肖斯塔科维奇第13交响曲（2006年10月22日于慕尼黑嘉斯台爱乐大厅颁奖）。[18]
- 2006年：法国《音乐世界》（Le Monde de la Musique）年度最佳奖——《肖斯塔科维奇交响曲全集》（10CDs）扬松斯指挥，巴伐利亚广播交响乐团、柏林爱乐乐团、伦敦爱乐乐团、奥斯陆爱乐乐团、圣彼得堡爱乐乐团、费城交响乐团、匹斯堡交响乐团、维也纳爱乐乐团，EMI Classics 3 65 300 2，2006年。（2006年11月18日于柏林博物馆颁奖）[9]
- 2006年：德国唱片评论奖（英语：Preis der deutschen Schallplattenkritik）（German Record Critics' Award）年度最佳录音——《肖斯塔科维奇交响曲全集》（10CDs）扬松斯指挥，巴伐利亚广播交响乐团、柏林爱乐乐团、伦敦爱乐乐团、奥斯陆爱乐乐团、圣彼得堡爱乐乐团、费城交响乐团、匹斯堡交响乐团、维也纳爱乐乐团，EMI Classics 3 65 300 2，2006年。（2006年11月18日于柏林博物馆颁奖）[19]
- 2006年：法国“十大名盘奖”（10 de Classica Repertoire）——扬松斯指挥阿姆斯特丹皇家音乐厅管弦乐团，演出肖斯塔科维奇歌剧《姆钦斯克县的麦克白夫人》，于荷兰歌剧院，马丁·库赛(Martin Kušej)导演，Thomas Grimm摄像导演。Opus Arte DVD OA 0965 (Naxos)[7]
- 2007年：德国唱片评论奖（英语：Preis der deutschen Schallplattenkritik）2007年第一季“最佳唱片名单（Bestenliste 1-2007）”之“最佳DVD制作”——扬松斯指挥阿姆斯特丹皇家音乐厅管弦乐团，演出肖斯塔科维奇歌剧《姆钦斯克县的麦克白夫人》，于荷兰歌剧院，马丁·库赛(Martin Kušej)导演，Thomas Grimm摄像导演。Opus Arte DVD OA 0965 (Naxos)[20]
- 2007年：法国《Diapason》雜誌「金音叉奖（英语：Diapason d'Or）」——扬松斯指挥阿姆斯特丹皇家音乐厅管弦乐团，演出肖斯塔科维奇歌剧《姆钦斯克县的麦克白夫人》，于荷兰歌剧院，马丁·库赛(Martin Kušej)导演，Thomas Grimm摄像导演。Opus Arte DVD OA 0965 (Naxos)[7]
- 2007年：法国“四强音奖”（ffff télérama）——扬松斯指挥阿姆斯特丹皇家音乐厅管弦乐团，演出肖斯塔科维奇歌剧《姆钦斯克县的麦克白夫人》，于荷兰歌剧院，马丁·库赛(Martin Kušej)导演，Thomas Grimm摄像导演。Opus Arte DVD OA 0965 (Naxos)[7]
- 2007年：法国“世界音乐奖”（CHOC du Monde de la Musique）——扬松斯指挥阿姆斯特丹皇家音乐厅管弦乐团，演出肖斯塔科维奇歌剧《姆钦斯克县的麦克白夫人》，于荷兰歌剧院，马丁·库赛(Martin Kušej)导演，Thomas Grimm摄像导演。Opus Arte DVD OA 0965 (Naxos)[7]
- 2007年：荷兰Caecilia奖（Caecilia Prijs）——扬松斯指挥阿姆斯特丹皇家音乐厅管弦乐团，演出肖斯塔科维奇歌剧《姆钦斯克县的麦克白夫人》，于荷兰歌剧院，马丁·库赛(Martin Kušej)导演，Thomas Grimm摄像导演。Opus Arte DVD OA 0965 (Naxos)[7]
- 2007年：法国唱片大奖（英语：Grand Prix du Disque for Lyric Music）——扬松斯指挥阿姆斯特丹皇家音乐厅管弦乐团，演出肖斯塔科维奇歌剧《姆钦斯克县的麦克白夫人》，于荷兰歌剧院，马丁·库赛(Martin Kušej)导演，Thomas Grimm摄像导演。Opus Arte DVD OA 0965 (Naxos)[7]
- 2007年：荷兰爱迪生奖——扬松斯指挥阿姆斯特丹皇家音乐厅管弦乐团，演出肖斯塔科维奇歌剧《姆钦斯克县的麦克白夫人》，于荷兰歌剧院，马丁·库赛(Martin Kušej)导演，Thomas Grimm摄像导演。Opus Arte DVD OA 0965 (Naxos)[7]
- 2007年：戛纳MIDEM古典音乐奖（英语：Cannes Classical Awards）最佳交响乐作品和最佳录音——《肖斯塔科维奇交响曲全集》（10CDs）扬松斯指挥，巴伐利亚广播交响乐团、柏林爱乐乐团、伦敦爱乐乐团、奥斯陆爱乐乐团、圣彼得堡爱乐乐团、费城交响乐团、匹斯堡交响乐团、维也纳爱乐乐团，EMI Classics 0946 365300 24，2006年。[21][9]
- 2007年：德国回声音乐古典奖（ECHO Klassik）年度指挥家（《肖斯塔科维奇交响曲全集》 EMI Classics 0946 365300 24）。
- 2007年：英国BBC音乐杂志最佳管弦乐团——扬松斯指挥阿姆斯特丹皇家音乐厅管弦乐团《肖斯塔科维奇第七交响曲“列宁格勒”》，RCO Live 2006。
- 2007年：荷兰爱迪生奖——扬松斯指挥阿姆斯特丹皇家音乐厅管弦乐团《肖斯塔科维奇第七交响曲“列宁格勒”》，RCO Live 2006。[7]
- 2007年：奥地利维也纳市荣誉金质勋章（Golden Medal of Honor in the City of Vienna | Goldene Ehrenzeichen für Verdienste um das Land Wien）[22]
- 2007年：德国巴伐利亚州荣誉勋章（英语：Bavarian Order of Merit）[23]
- 2007年：“波罗的海之星”（Baltijas Zvaigzne）国际奖章[24]
- 2007年：欧洲基金会（"Pro Europa" Foundation）欧洲指挥奖[9]
- 2008年：德国唱片评论奖（英语：Preis der deutschen Schallplattenkritik）2008年第四季“最佳唱片名单（Bestenliste 4-2008）”之“最佳交响乐&音乐会”——扬松斯指挥阿姆斯特丹皇家音乐厅管弦乐团《斯特拉文斯基〈火鸟〉&〈春之祭〉》RCO Live 08002 (SACD; Codaex)[25]
- 2008年：戛纳MIDEM古典音乐奖最佳歌剧DVD——扬松斯指挥阿姆斯特丹皇家音乐厅管弦乐团，演出肖斯塔科维奇歌剧《姆钦斯克县的麦克白夫人》，于荷兰歌剧院，马丁·库赛(Martin Kušej)导演 Opus Arte OA 0965 D，2006年。
- 2008年：德国回声音乐古典奖（ECHO Klassik）年度最佳交响乐(录音)——扬松斯指挥巴伐利亚广播交响乐团录制《贝拉·巴托克〈乐队协奏曲〉 & 〈神奇的满大人〉组曲 & 莫里斯·拉威尔〈达夫尼与克罗埃〉》- SONY BMG[26]
- 2009年：德国唱片评论奖（英语：Preis der deutschen Schallplattenkritik）2009年第一季“最佳唱片名单（Bestenliste 1-2009）”之“最佳交响乐&音乐会”——扬松斯指挥阿姆斯特丹皇家音乐厅管弦乐团《理查·施特劳斯<唐璜>&<阿尔卑斯山交响曲>》RCO Live 08006 (Codaex)[27]
- 2009年：奥地利共和国科学与艺术荣誉十字勋章（英语：Austrian Decoration for Science and Art）[26]
- 2010年：戛纳MIDEM古典音乐奖最佳交响乐作品提名——扬松斯指挥巴伐利亚广播交响乐团，演出马勒《第七交响曲》（BR-Klassik）[28]
- 2010年：戛纳MIDEM古典音乐奖最佳音乐会DVD提名——扬松斯指挥巴伐利亚广播交响乐团&合唱团，演出海顿《管乐队弥撒》&《第88交响曲》&《交响协奏曲》（BR-Klassik），独唱：Malin Hartelius、 Judith Schmid、Christian Elsner、Franz-Josef Selig，电视导演：Brian Large[28]
- 2010年：德国回声音乐古典奖（ECHO Klassik）年度最佳交响乐(录音)——扬松斯指挥巴伐利亚广播交响乐团录制《安东·布鲁克纳第七交响曲》- BR-Klassik [29][30][31][32][33]
- 2010年：第53届格莱美奖最佳古典音乐专辑提名——扬松斯指挥阿姆斯特丹皇家音乐厅管弦乐团录制《安东·布鲁克纳第三 & 四交响曲》，RCO Live（Producer & Mastering Engineer：Everett Porter）。[34][35][36][37][17][16]
- 2010年：第53届格莱美奖最佳交响乐团演出提名——扬松斯指挥阿姆斯特丹皇家音乐厅管弦乐团演出《安东·布鲁克纳第三 & 四交响曲》，RCO Live。[34][35]
- 2010年：巴伐利亚科学与艺术勋章（Bavarian Maximilian Order for Science and the Arts）（2010年10月20日获奖，2011年11月17日授奖）[38]
- 2011年：留声机年度最佳合唱作品提名——扬松斯指挥阿姆斯特丹皇家音乐厅管弦乐团《德沃夏克：〈安魂曲〉&〈第八交响曲〉》（RCO Live），独唱：Krassimira Stoyanova, Mihoko Fujimura, Klaus Florian Vogt, Thomas Quasthoff，合唱团：维也纳合唱团。[39]
- 2011年：德国《歌剧世界》（Opernwelt）杂志“年度最佳指挥”——扬松斯指挥阿姆斯特丹皇家音乐厅管弦乐团，演出柴可夫斯基歌剧《叶甫盖尼·奥涅金》，2011年6月-7月于荷兰歌剧院，Stefan Herheim导演，独唱：Olga Savova，Krassimira Stoyanova，Elena Maximova，Nina Romanova，Andrej Dunaev，Bo Skovhus，Mikhail Petrenko，Guy de Mey，Roger Smeets，Peter Arink，Richard Prada，合唱团：荷兰歌剧院合唱团。（Opernwelt 4.Oct P96）[40][41]
- 2011年：《歌剧广场》（Place de l’Opera）杂志“2011年度荷兰最佳歌剧制作”——扬松斯指挥阿姆斯特丹皇家音乐厅管弦乐团，演出柴可夫斯基歌剧《叶甫盖尼·奥涅金》，2011年6月-7月于荷兰歌剧院，Stefan Herheim导演，独唱：Olga Savova，Krassimira Stoyanova，Elena Maximova，Nina Romanova，Andrej Dunaev，Bo Skovhus，Mikhail Petrenko，Guy de Mey，Roger Smeets，Peter Arink，Richard Prada，合唱团：荷兰歌剧院合唱团。[42]
- 2011年：荷兰歌剧院（英语：De Nederlandse Opera）之友协会2010-2011乐季“Prix d'Amis”奖（个人奖）（2011年12月获奖，2012年3月7日于阿姆斯特丹皇家音乐厅颁奖）——扬松斯指挥阿姆斯特丹皇家音乐厅管弦乐团，演出柴可夫斯基歌剧《叶甫盖尼·奥涅金》，2011年6月-7月于荷兰歌剧院，Stefan Herheim导演，独唱：Olga Savova，Krassimira Stoyanova，Elena Maximova，Nina Romanova，Andrej Dunaev，Bo Skovhus，Mikhail Petrenko，Guy de Mey，Roger Smeets，Peter Arink，Richard Prada，合唱团：荷兰歌剧院合唱团。[43]
- 2012年：德国唱片评论奖（英语：Preis der deutschen Schallplattenkritik）2012年第三季“最佳唱片名单（Bestenliste 3-2012）”之“最佳DVD制作”——扬松斯指挥阿姆斯特丹皇家音乐厅管弦乐团，演出柴可夫斯基歌剧《叶甫盖尼·奥涅金》（DVD Opus Arte OA 1067），2011年6月-7月于荷兰歌剧院，Stefan Herheim导演，独唱：Olga Savova，Krassimira Stoyanova，Elena Maximova，Nina Romanova，Andrej Dunaev，Bo Skovhus，Mikhail Petrenko，Guy de Mey，Roger Smeets，Peter Arink，Richard Prada，合唱团：荷兰歌剧院合唱团。[44]
- 2012年：第15届荷兰PwC普华永道IJ奖（IJ-Prijs）（与阿姆斯特丹皇家音乐厅管弦乐团CEO Jan Raes共同获得）。[45]
- 2013年：恩斯特·冯·西门子音乐大奖（英语：Ernst von Siemens Music Prize）终身成就奖[46]
- 2013年：圣彼得堡贡献奖章（За заслуги перед Санкт-Петербургом）（3月31日于圣彼得堡爱乐大厅，圣彼得堡市长格奥尔基·波尔塔夫琴科颁奖）[47][48][49][50]
- 2013年：巴伐利亚广播荣誉奖章（der Verdienstmedaille des Bayerischen Rundfunks）（3月31日于圣彼得堡爱乐大厅，巴伐利亚广播公司广播总监Johannes Grotzky颁奖）[49][50]
- 2013年：入选留声机名人堂（英语：Gramophone Hall of Fame）[51]
- 2013年：古斯塔夫·马勒多比亚科作曲小屋（Toblacher Komponierhäuschen）国际唱片奖之国际唱片特别奖——扬松斯、海廷克、哈丁、伊万·费舍尔、嘉蒂、马泽尔、布列兹、法比奥·路易西、殷巴尔指挥RCO录制马勒《交响曲全集 & 大地之歌 & 死之祭典》DVD（RCO12101）& Bluray-Disc（RCO12102）[52][53]
- 2013年：德意志联邦共和国星级大十字荣誉勋章（Großes Verdienstkreuz mit Stern）（10月4日由德国联邦总统约阿希姆·高克于柏林授勋）[54][55][56]
- 2013年：荷兰皇家狮子骑士勋章（英语：Order of the Netherlands Lion）（Ridder in de Orde van de Nederlandse Leeuw）（11月1日由荷兰教育文化科学部部长Jet Bussemaker于阿姆斯特丹皇家音乐厅授予）[57][58]
- 1971年-2000年：圣彼得堡音乐学院指挥系教授[59][60]
- 2003年：挪威音乐学院（英语：Norwegian Academy of Music）名誉博士学位[59][60]
- 2006年：拉脱维亚音乐学院（英语：Jāzeps Vītols Latvian Academy of Music）名誉博士学位[59][60]
- 拉脱维亚音乐学院（英语：Jāzeps Vītols Latvian Academy of Music）名誉教授[61]
- 俄罗斯苏维埃联邦社会主义共和国人民艺术家[62]

## 评价
扬松斯作风严谨，对待排练演出极度认真，自称“在向上帝借时间”的扬松斯，对音乐事业有着高度责任心和奉献精神。他的音乐听起来热情洋溢、对比鲜明、自然流畅。他最擅长的是俄罗斯及东欧民族主义和浪漫主义中期到晚期的作品，同时，对于德奥系古典主义以及一些现代派的作品也很有建树。很多指挥家在诠释一部作品时，总会运用一些与众不同的处理方式。而这些方式往往也会给后来的指挥家带来灵感，被后来的指挥家所效仿。与众多指挥家一样，扬松斯在指挥时也会赋予一部作品自己的特色。比如众所周知的“拧毛巾”处理，就是一种在乐句结尾处突然加速，瞬间将气氛推向高潮的处理。此外，在节奏速度的对比变化和对音色的处理上，也是扬松斯近几年极为注重的方面。这些特点都是扬松斯受到穆拉文斯基和卡拉扬两位大师的点拨，以及自己多年在乐坛上潜心研究的结果。很多人喜欢将扬松斯和当今柏林爱乐乐团的首席指挥西蒙·拉特进行对比，说扬松斯是当代的富特文格勒，而拉特是当代的托斯卡尼尼。扬松斯对这个看法不敢苟同。富特文格勒一直是扬松斯最崇拜的指挥家，而扬松斯也一直以富特文格勒为自己的标杆。作为当今古典乐坛中流砥柱的指挥家，扬松斯指挥的音乐会场场爆满，而被誉为“古典音乐的票房保证”。
对于音色上的处理，似乎是俄系指挥家比较薄弱的环节。但扬松斯的音色却一直很有自己的特点。从2006年的维也纳新年音乐会中，我们可以明显的听到，扬松斯善于通过突出弦乐的中低声部增加音色的厚重感和流动感。值得注意的是，往年的维也纳新年音乐会通常只有6把大提琴，而扬松斯指挥的2006年维也纳新年音乐会上却出现了8把大提琴，足见扬松斯对于弦乐的中低声部的重视。可以说，扬松斯对于音色的考究，在当今指挥家中是很独树一帜的。与当今很多指挥家偏于明朗的音色不同，扬松斯的音色偏向于厚重，同时铜管乐声部又不乏嘹亮；并且打击乐声部与管弦乐声部的融合又非常的融洽，丝毫没有突兀或者是凌驾于乐团之上的感觉。因此，在处理浪漫主义后期作品的复杂的情感时，就更显得游刃有余。而扬松斯指挥下的合唱团，更是有了一种神圣的味道。扬松斯的合唱团的音色空明而纯洁，细腻而富于变化，在演唱一些宗教作品比如安魂曲的时候，更突显出了一种圣洁的味道。也许，这与扬松斯从小生活在歌剧院，对人声比较敏感有关。在2008年卢塞恩音乐节上，扬松斯指挥巴伐利亚广播交响乐团和合唱团的勃拉姆斯《德意志安魂曲》中，圣洁的合唱更让这部作品焕发出夺目的色彩。在唱片中，他与巴伐利亚广播交响乐团录制的《贝多芬第九交响曲》，约瑟夫·海顿的《第十四号“管乐队”弥撒》，以及跟阿姆斯特丹皇家音乐厅管弦乐团录制的《德沃夏克安魂曲》，普朗克《荣耀颂》中也能听到他对合唱团音色独特的处理。
现在，扬松斯指挥下的两个乐团也各保持着自己在音色上的特点。扬松斯指挥下的阿姆斯特丹皇家音乐厅管弦乐团，呈现出的是一种偏暖，柔和的色彩。作品中充满着古典主义人文精神的色彩。皇家音乐厅管弦乐团的前任首席指挥伯纳德·海廷克在评价扬松斯时曾说：“这个乐团在里卡多·夏伊时代丢失的传统音色又被扬松斯找回来了。”而巴伐利亚广播交响乐团，则更多的呈现出一种亮丽、洁净的音色。乐团各声部之间的层次感也特别的清晰。在这种音色下的音乐作品，线条和细节更清晰，演绎作品的效果也更加客观。因此，我们可以说，扬松斯指挥棒下的阿姆斯特丹皇家音乐厅管弦乐团，呈献给我们的是古典音乐的酒神精神，而巴伐利亚广播交响乐团，则更多的呈现给我们太阳神精神。
扬松斯比较擅长的作曲家有：彼得·伊里奇·柴可夫斯基，拉赫玛尼诺夫，肖斯塔科维奇，柏辽兹，勃拉姆斯，西贝柳斯，巴托克，斯特拉文斯基，穆索尔斯基，理查德·施特劳斯等等。同时，他的古斯塔夫·马勒，贝多芬，海顿，舒曼等人的部分作品也颇受好评。在担任巴伐利亚广播交响乐团和阿姆斯特丹皇家音乐厅管弦乐团首席指挥后，他又开始大量演出瓦格纳，布鲁克纳，勋伯格，马蒂努，奥涅格，曼努埃尔·德·法雅，雷斯皮基等人的作品。此外，扬松斯也大量首演了很多当代作曲家的作品。比如2005年12月22日，他在阿姆斯特丹皇家音乐厅管弦乐团首演了汉斯·维尔纳·亨策于2003年创作的一部新作：《塞巴斯蒂安之梦》（Sebastian im traum）。扬松斯与奥斯陆爱乐乐团合作录制的柴科夫斯基交响曲全集更被认为是最优秀的版本之一。而在2006年，扬松斯与世界上几大一流乐团合作录制的肖斯塔科维奇交响曲全集的发行，也让肖斯塔科维奇这个作曲家又一次活跃在了古典音乐爱好者们的视线里。而作为扬松斯处理德奥系作品也不逊色于其他指挥家的证明，他的贝多芬，勃拉姆斯和布鲁克纳等人的部分交响曲录音也颇受好评。而目前，扬松斯正在着手于和阿姆斯特丹皇家音乐厅管弦乐团录制马勒交响曲全集，以及和巴伐利亚广播交响乐团录制贝多芬交响曲全集。同时，他与巴伐利亚广播交响乐团也在录制马勒的部分交响曲。

## 外部連結
- 马里斯·扬颂斯的Discogs页面（英文）
- 阿姆斯特丹皇家音乐厅管弦乐团 Royal Concertgebouw Orchestra （页面存档备份，存于）
- 巴伐利亚广播交响乐团 Bavarian Radio Symphony Orchestra （页面存档备份，存于）
- 维也纳爱乐乐团 Vienna Philharmonic Orchestra （页面存档备份，存于）
- 柏林爱乐乐团 Berlin Philharmonic Orchestra （页面存档备份，存于）
- 挪威奥斯陆爱乐乐团 Oslo Philharmonic Orchestra
- 匹斯堡交响乐团 Pittsburgh Symphony Orchestra （页面存档备份，存于）
- 伦敦爱乐乐团 London Philharmonic Orchestra[永久]

| 前任： 奥克·卡穆   | 奥斯陆爱乐乐团音乐总监 1979–2000               | 繼任： 安德烈·普列文   |
| 前任： 洛林·马泽尔 | 匹斯堡交响乐团音乐总监 1997–2004               | 繼任： 曼弗雷德·霍内克 |
| 前任： 洛林·马泽尔 | 巴伐利亚广播交响乐团首席指挥 2003–2019         | 繼任： 懸空            |
| 前任： 里卡多·夏伊 | 阿姆斯特丹皇家音乐厅管弦乐团首席指挥 2004–2015 | 繼任： 丹尼尔·加蒂     |